# Premier cabinet fantôme d'Edward Heath
Douglas-Home Wilson
Le premier cabinet fantôme d'Edward Heath a été créé le 28 juillet 1965 après que le parti conservateur eut élu Edward Heath comme leader, en remplacement de Alec Douglas-Home.

## Liste du cabinet fantôme
| Portefeuille                                                                    | Ministre de l'ombre | Mandat  |
| ------------------------------------------------------------------------------- | ------------------- | ------- |
| Leader de la très loyale opposition de Sa Majesté Leader du Parti conservateur  | Edward Heath        | 1965-70 |
| Chancelier de l'Échiquier du cabinet fantôme                                    | Edward Heath        | 1965    |
| Chancelier de l'Échiquier du cabinet fantôme                                    | Iain Macleod        | 1965-70 |
| Secrétaire d'État des affaires étrangères et du Commonwealth du cabinet fantôme | Reginald Maudling   | 1965    |
| Secrétaire d'État des affaires étrangères et du Commonwealth du cabinet fantôme | Christopher Soames  | 1965-66 |
| Secrétaire d'État des affaires étrangères et du Commonwealth du cabinet fantôme | Alec Douglas-Home   | 1966-70 |
| Secrétaire d'État à l'Intérieur du cabinet fantôme                              | Peter Thorneycroft  | 1965-66 |
| Secrétaire d'État à l'Intérieur du cabinet fantôme                              | Quintin Hogg        | 1966-70 |
| Secrétaire d'État à la Défense du cabinet fantôme                               | Enoch Powell        | 1965-68 |
| Secrétaire d'État à la Défense du cabinet fantôme                               | Reginald Maudling   | 1968-69 |
| Secrétaire d'État à la Défense du cabinet fantôme                               | Geoffrey Rippon     | 1969-70 |
| Secrétaire d'État de l'éducation et de la science du cabinet fantôme            | Margaret Thatcher   | 1967-70 |
| Secrétaire du Commonwealth du cabinet fantôme                                   | Selwyn Lloyd        | 1965-68 |
| Président du Parti conservateur                                                 | Edward du Cann      | 1965-67 |
| Président du Parti conservateur                                                 | Anthony Barber      | 1967-70 |
| Whip en chef de l'opposition                                                    | William Whitelaw    | 1965-70 |
| Leader de l'opposition à la Chambre des lords                                   | Peter Carington     | 1965-70 |